# Píleo (aves)

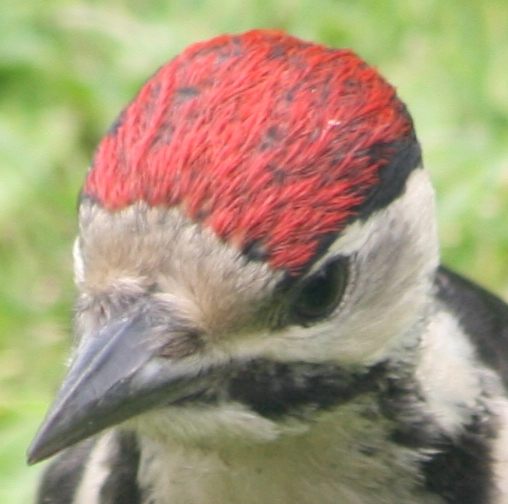
Píleo de color rojo de un ejemplar juvenil de pico picapinos.

El píleo es la parte superior de la cabeza de las aves. Comienza tras la frente y se prolonga hasta la nuca.
El píleo de muchas aves se destaca por tener el plumaje de distinto color o por tener plumas de longitud diferente al resto de la cabeza, formando un penacho. Algunas aves presentan patrones listados en esta parte de la cabeza. Si la franja recorre el píleo longitudinalmente en su parte central se denomina lista pileal media y si lo hace por los laterales se denomina  lista pileal lateral.
El color, la forma y otras características del plumaje del píleo son útiles para la identificación de algunas aves, tanto para diferenciar a los individuos de especies de aspecto similar como para distinguir a miembros de la misma especie de diferentes sexos y edades. El color del plumaje del píleo puede variar entre los distintos sexos de una misma especie; por ejemplo entre las currucas capirotadas los machos lo tienen de color negro y las hembras de color pardo rojizo. También puede ser diferente el color del píleo de los adultos y los inmaduros de la misma especie; por ejemplo en los adultos de pico picapinos es negro y en sus juveniles es rojo.
En algunas especies la coloración del píleo es variable según la estación del año. En muchos miembros de la familia Sternidae cuyo píleo es negro durante la estación reproductiva este se vuelve parcial o totalmente blanco fuera de ella. Y ocurre lo mismo en algunas especies de gaviotas.

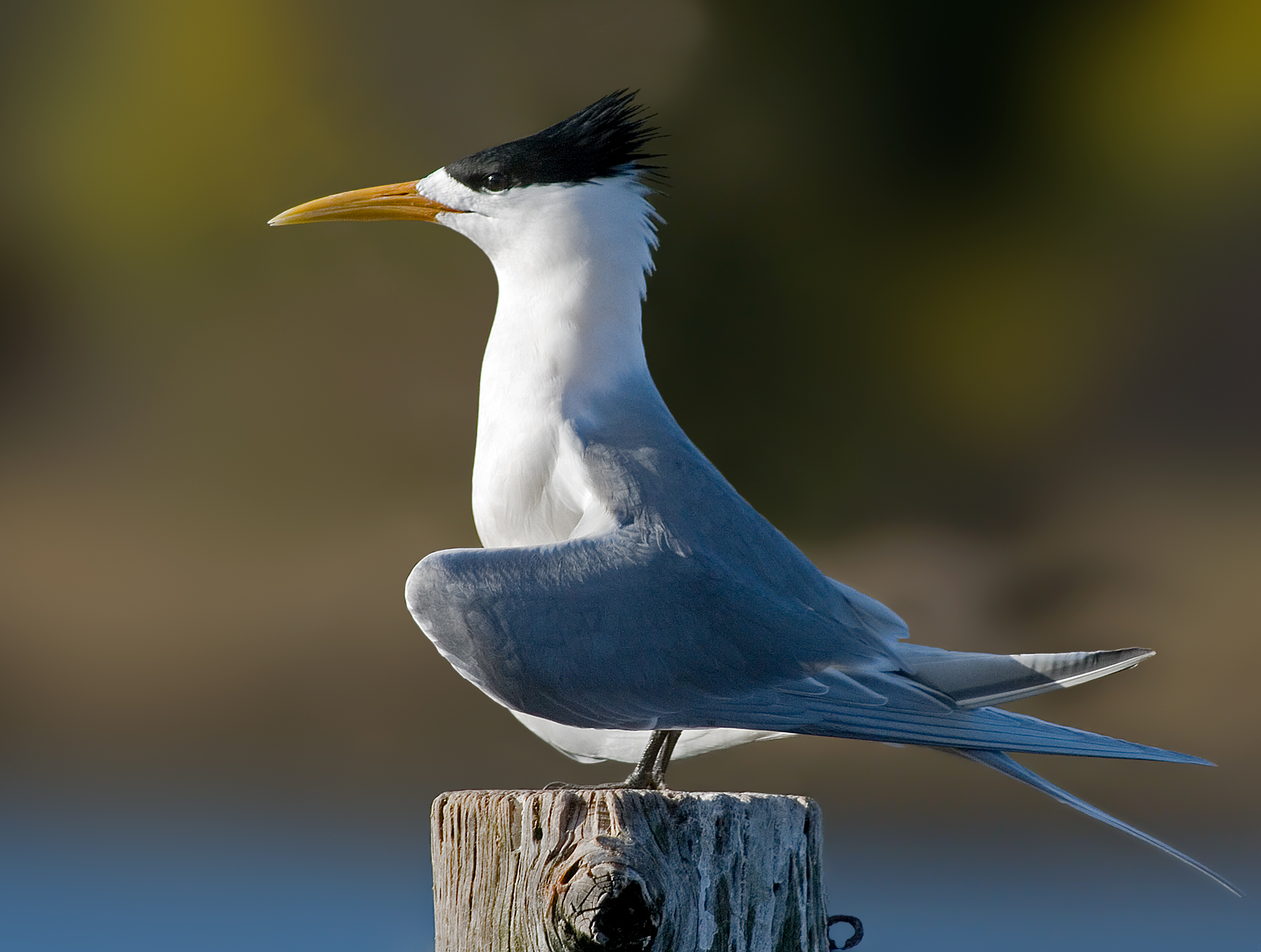
El color del píleo de muchos charranes varía a lo largo del año
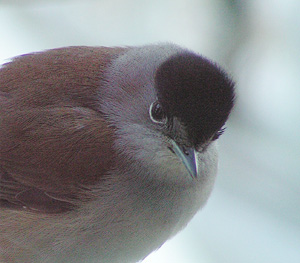
Las currucas capirotadas tienen el píleo y la frente del mismo color, los machos negro y las hembras rojizo.
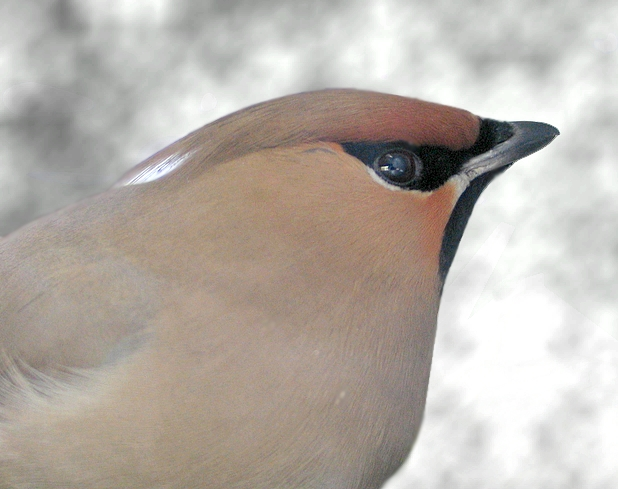
Las plumas del píleo del ampelis europeo se prolongan por encima de la nuca.
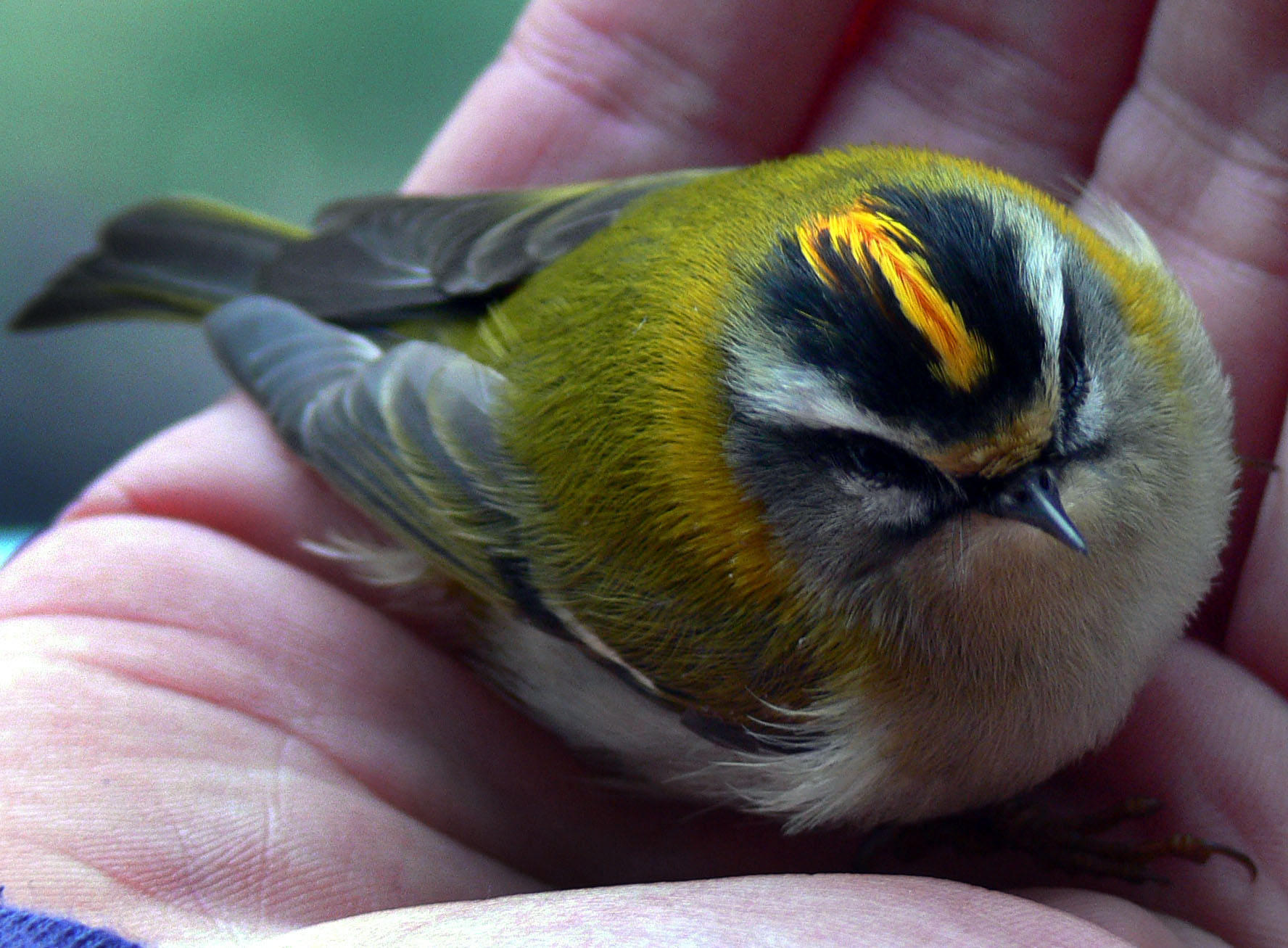
El reyezuelo listado presenta bandas en su píleo.